# Fani (gemeente)
Fani is een gemeente (commune) in de regio Ségou in Mali. De gemeente telt 13.800 inwoners (2009).
De gemeente bestaat uit de volgende plaatsen:
- Dasso
- Dianso Falako
- Dianso Sobala
- Fani Gombougou
- Fani Marka
- Fani Nienesso
- Kodjie
- Mèna
- N'Tosso
- N'Tosso Séribougou
- Niabougou–Kanieké
- Ouoloni
- Talo Bamanan
- Talo Bozo
- Talo Mousasso
- Talo Peuhl
- Toukoro Marka
- Tounkan